# Франц Шуберт (официр)
Франц Шуберт (Титоград, 7. март 1957 — Видовице, код Орашја, 21. септембар 1992) био је потпоручник Војске Републике Српске.

## Биографија
Франц Шуберт је рођен у Титограду, 7. марта 1957. године од оца Крстана и мајке Фатиме Дујсо. Имао је брата Фердинанда. Иако поријеклом Аустријанац по деди, изјашњавао се као Југословен. Одрастао је у Бањој Луци, гдје је завршио основну и средњу школу. Као основац учествује на конкурсу „Млади ствараоци” и осваја награду, на Малим олимпијским играма. У гимнастици осваја Златне медаље. На такмичењу ђака Средње металске школе у два наврата је освојио друго мјесто, као и бројне похвале за успјехе у средњој школи. Као добровољни давалац крви добио је више признања укључујући и Златну значку и плакету за педесет дарованих доза крви. На одслужење војног рока у ЈНА одлази 1976. гдје започиње диверзантско-извиђачку обуку, коју је након тога сваке године усавршавао. Добитник је значке „Примјеран војник” и других признања. Са супругом Бранком оформио је складну породицу. Посебно се радовао сину Сандру (1984) и кћерки Сањи (1986). Био је запослен у Творници алатних стројева „Јелшинград” у Бањој Луци.

## Ратни пут
Свој ратни пут започео је 15. септембра 1991. године као потпоручник ЈНА, а потом и као потпоручник ВРС обављао је дужност командира Извиђачко-диверзантског вода, Друге крајишке бригаде из састава 1. Крајишког корпуса. У једној акцији у 10. децембра 1991. у Доњем Чаглићу код Липика рањен је у руку. Иако тешко повријеђен заједно са друговима успио је да одржи положај. Након неколико мјесеци, 2. маја 1992. године доживио је несрећу када је кренуо на задатак. У мјесту Драгалићу камион у којем је био се преврнуо и пригњечио га. Сломљена му је карлична кост и проглашен је ратним инвалидом (60 %). Крајем маја враћа се на штакама у своју матичну јединицу. Учествовао је у операцији „Коридор-92”. Погинуо је 21. септембра 1992. у селу Видовице код Орашја приликом артиљеријског напада Хрватског вијећа обране.
Сахрањен је са југословенском заставом, 23. септембра 1992. на Новом гробљу у Бањој Луци. На годишњицу његове погибије подигнут је споменик који је осмислио и израдио његов отац.

## Признања
Указом предсједника Републике Српске бр. 01-21-133/93 од 28. јуна 1993, за изванредне успјехе у командовању и руковођењу оружаним снагама Републике Српске одликован је Орденом Милоша Обилића. Одлуком Скупштине Општине Бања Лука једна бањолучка улица носи његово име.

## Галерија
- Сахрана Франца Шуберта
- Сахрана Франца Шуберта
- Споменик Францу Шуберту